# Механика на Лагранж
Механика на Лагранж е преформулировка на класическата механика, въведена от Жозеф Луи Лагранж през 1788 г.

## Уравнение на Лагранж
Уравненията, описващи движението в механиката на Лагранж, са известни още като уравнения на Лагранж-Ойлер.
Дадена е частица с маса m и позиция, описвана с векторна координата r. Силата, действаща върху тази частица, може да се определи като градиент на скаларния потенциал на енергийната функция V(r, t):
{\displaystyle \mathbf {F} =-\nabla V.}
Тъй като силата е независима от третата или по-висока степен производна на r, вторият закон на Нютон се свежда до 3 диференциални уравнения от втори род. Следователно движението е функция на 6 независими променливи или степени на свобода. Очевиден е набора от координати в декартова координатна система { rj, r′j | j = 1, 2, 3} и техните производни: в точка {x,y,z} скоростите:
{{\displaystyle v_{x},v_{y},v_{z}}}
Най-общо можем да се вземат обобщени координати {\displaystyle q_{j}} и техните времеви производни {\displaystyle {\dot {q_{j}}}}. Позицията на вектора r се описва чрез следното трансформационно равенство:
{\displaystyle \mathbf {r} =\mathbf {r} (q_{i},q_{j},q_{k},t)}
За пример се взема махало с дължина l, избира се за координата ъгълът на отклонение спрямо вертикалата θ и се получава следното трансформационно уравнение:
{\displaystyle \mathbf {r} (\theta ,\theta ',t)=(l\sin \theta ,l\cos \theta )}.
Разглеждаме произволно движение на махалото. Работата, извършена от приложената силаF е δW = F · δr.
Ползвайки закона на Нютон получаваме:
{\displaystyle {\begin{matrix}\mathbf {F} \cdot \delta \mathbf {r} &=&m\mathbf {r} ''\cdot \delta \mathbf {r} .\end{matrix}}}
След като работата е скаларна величина, може да се пренапише равенството чрез използване на общите координати и техните призводни – скоростите.
От лявата страна има:
{\displaystyle {\begin{matrix}\mathbf {F} \cdot \delta \mathbf {r} &=&-\nabla V\cdot \sum _{i}{\partial \mathbf {r}  \over \partial q_{i}}\delta q_{i}\\\\&=&-\sum _{i,j}{\partial V \over \partial r_{j}}{\partial r_{j} \over \partial q_{i}}\delta q_{i}\\\\&=&-\sum _{i}{\partial V \over \partial q_{i}}\delta q_{i}.\\\end{matrix}}}
От дясната страна е по-трудно, но след преобразуване се получава:
{\displaystyle m\mathbf {r''} \cdot \delta \mathbf {r} =\sum _{i}\left[{d \over dt}{\partial T \over \partial q'_{i}}-{\partial T \over \partial q_{i}}\right]\delta q_{i}}
където T = 1/2 m r′ 2 е кинетичната енергия на частицата. Уравнението за извършената работа е:
{\displaystyle \sum _{i}\left[{d \over dt}{\partial {T} \over \partial {q'_{i}}}-{\partial {(T-V)} \over \partial q_{i}}\right]\delta q_{i}=0.}
Това уравнение би трябвало да е вярно за коя да е координатна ос: δqi, следователно се получава:
{\displaystyle \left[{d \over dt}{\partial {T} \over \partial {q'_{i}}}-{\partial {(T-V)} \over \partial q_{i}}\right]=0}
за всяка координата δqi. Може още да се опрости това уравнение, забелязвайки, че V е функция само на r и t, и r е функция само на координатите и на t. Следователно V е независимо от скоростите.
{\displaystyle {d \over dt}{\partial {V} \over \partial {q'_{i}}}=0.}
Замествайки това в предишното уравнение и заменяйки L = T – V, се получава уравнението на Лагранж:
{\displaystyle {\partial {L} \over \partial q_{i}}={d \over dt}{\partial {L} \over \partial {q'_{i}}}}.
L = T – V – оператор на Лагранж
Има по едно уравнение на Лагранж за всяка от координатните оси qi.
Когато qi = ri – тоест при декартови координати уравнението на Лагранж се свежда до втория закон на Нютон.
Същото уравнение може да бъде изведено и за система с N частици. Ще се получат 6N общи координати, свързани с 3N трансформационни уравнения. Във всяко едно от тези 3N на брой уравнения на Лагранж T е общата кинетична енергия, V е потенциалната енергия.
В практиката често е по-лесно да се реши уравнението на Лагранж, отколкото уравненията на Нютон. Това е така, защото може така да се подберат координатите на системата, че да има симетрия и да се намали броят на решаваните уравнения.

## Принцип на Хамилтон
Действието или работата S се дефинират като времеви интеграл върху оператора на Лагранж:
{\displaystyle S=\int L\,dt}.
Нека q0 и q1 да са координатите на началната и на крайната точка съответно с време t0 и t1.
Ползвайки изчислителни методите от висшата математика се показва че Уравнението на Лагранж е равносилно на Принципа на Хамилтон:
Системата преминава от състояние q0 в q1 за времето между t0 и t1, като в точките q0 и q1 няма действие – тоест системата застава в покой.
Под стационарно положение или покой се разбира, че скоростта или първата производна на координатите в точки q0 в q1 е нулева.
{\displaystyle \delta S=0.\,\!}
Може да се абстрахираме от наличието на приложената сила и да се разгледа това движение като от преместване моментно от една стационарна точка в друга и обратно.
Принципът на Хамилтон се нарича още принцип на най-малкото възможно действие.

## Доразвитие на механиката на Лагранж
Операторът на Хамилтон се дефинира като трансформация на Лежандр върху оператора на Лагранж. Хамилтоновият оператор е основа за друга разновидност на класическата механика, известна като механика на Хамилтон. Тази механика е особено ценна при квантовата механика.
През 1948 г. Файнман изобретява интеграл по крива, доразвиващ принципа за действие в посоката на най-малкото съпротивление.
При тази формулировка частиците пътуват едновременно по всички възможни траектории между началната и крайната точка и вероятността за намиране на една частица в крайната точка се получава като резултат от сумиране на всички възможни траектории, водещи дотам.
В класическия си вариант той се свежда до принципите на Хамилтоновата механика.